# Мартынов, Виктор Владимирович (хоккеист)
Виктор Владимирович Мартынов (род. 3 февраля 1950) — советский хоккеист с мячом, двукратный чемпион СССР.

## Карьера
В. В. Мартынов начал играть в хоккей с мячом в детской команде ткацкой фабрики № 14 в Кунцево в 1962 году, а позже стал тренироваться в юношеской команде «Фили» (Москва).
С 1967 года играет в высшей лиге в составе команды мастеров «Фили» (Москва). Был чемпионом РСФСР. В 1968 году в составе юниорской сборной стал вице-чемпионом мира.
В 1975 году получил приглашение в московское «Динамо». В его составе стал двукратным чемпионом СССР, выигрывал медали чемпионата страны, другие трофеи и награды.
Хорошо играл и в хоккей на траве. В составе «Фили» (Москва) стал четырёхкратным бронзовым призёром чемпионата СССР.

## Достижения

### хоккей с мячом
- Чемпион СССР — 1976, 1978
- Серебряный призёр чемпионата СССР — 1977
- Обладатель кубка европейских чемпионов — 1975, 1976, 1978
- Чемпион РСФСР — 1971
- Вице-чемпион мира среди юниоров — 1968

### хоккей на траве
- Бронзовый призёр чемпионата СССР — 1970, 1971, 1973, 1974